# Константин Склир
Константин Склир (на латински: Constantin Skleros, Konstantin Skleros, на гръцки: Κωνσταντίνος Σκληρός; * 920; † сл. 989 г.) е византийски аристократ от X век, притежавал титлата патрикий.
Произлиза от благородната византийска фамилия Склир (Skleros, Sklèroï, Skleraina/Scleraena; Σκλήραινα). Майка му Грегория е дъщеря на Варда, брат на Василий I
Той е брат на генерал Варда Склир († 991) и на Мария Склирина (първа съпруга на император Йоан Цимисхий (969 – 976).
Константин се жени за София Фокина, дъщеря на генерал и куропалат Лъв Фока Млади († сл. 971), сестра на Варда Фока Млади и племенница на Никифор II Фока (византийски император 963 – 969).
Двамата имат дъщеря Теофано Склирина (* 960 g. в Константинопол; † 15 юни 991), която през 972 г. се омъжва за Ото II, императора на Свещената Римска империя.
Дядо е на Ото III (император на Свещената Римска империя 983 – 1002 г.), Аделхайд I. (игуменка) и София (игуменка).